# 杜明遠
杜明遠，安徽貴池人，清朝政治人物。
嘉慶二十四年，接替程士瑋。署任江蘇荆溪縣知縣。后由聞時霈接任。